# Qualea nitida
Qualea nitida är en tvåhjärtbladig växtart som beskrevs av Stafleu. Qualea nitida ingår i släktet Qualea och familjen Vochysiaceae. Inga underarter finns listade i Catalogue of Life.